# Kremmling
Kremmling est une ville américaine située dans le comté de Grand dans le Colorado.
D'abord appelée Kinsey City, en l'honneur des propriétaires d'un ranch local, la ville prend par la suite le nom de Kare Kremmling, gérant d'un magasin général.

## Démographie
| 1910 | 1920 | 1930 | 1940 | 1950 | 1960 |
| ---- | ---- | ---- | ---- | ---- | ---- |
| 141  | 254  | 261  | 567  | 623  | 576  |

| 1970 | 1980  | 1990  | 2000  | 2010  | - |
| ---- | ----- | ----- | ----- | ----- | - |
| 764  | 1 296 | 1 166 | 1 578 | 1 444 | - |

Selon le recensement de 2010, Kremmling compte 1 444 habitants. La municipalité s'étend sur 1,32 milles carrés (3,42 km2).